# Dioxyde de xénon
Le dioxyde de xénon est le composé chimique de formule XeO2. Il fut synthétisé en 2011 par hydrolyse à 0 °C de tétrafluorure de xénon XeF4 avec 2,00 mol·L-1 d'acide sulfurique H2SO4.

## Structure
XeO2 a une structure étendue dans laquelle le xénon et l'oxygène sont respectivement de coordinence 4 et 2. 

## Propriétés
XeO2 est un solide jaune-orangé. C'est un composé instable, avec une demi-vie d'environ deux minutes, qui se dismute en trioxyde de xénon XeO3 et en xénon Xe. Ses propriétés ont été étudiées en le refroidissant à −78 °C et c'est surtout la spectroscopie Raman qui a été utilisée.